# Nilüfer Belediye Spor Kulübü 2022-2023 (pallavolo)
Questa voce raccoglie le informazioni riguardanti il Nilüfer Belediye Spor Kulübü nelle competizioni ufficiali della stagione 2022-2023.

## Stagione
Il Nilüfer Belediye Spor Kulübü non utilizza alcuna denominazione sponsorizzata nella stagione 2022-23.
Dopo il sesto posto in regular season di Sultanlar Ligi, partecipa ai play-off scudetto per il quinto posto, vincendo la finale contro il Galatasaray. In Coppa di Turchia non supera invece la fase a gironi.

## Organigramma societario
Area direttiva
- Presidente: Tamer İşler

Area tecnica
- Allenatore: Vital Heynen
- Allenatore in seconda: Haluk Korkmaz
- Assistente allenatore: Emirhan Özkan
- Scoutman: Emre Yanık

## Rosa
| N° | Nome                | Ruolo | Data di nascita  | Nazionalità sportiva |
| -- | ------------------- | ----- | ---------------- | -------------------- |
| 1  | Sherridan Atkinson  | O     | 15 luglio 1996   | Stati Uniti          |
| 3  | Cansu Bir           | L     | 12 giugno 2004   | Turchia              |
| 4  | Ecenur Aksoy        | C     | 5 dicembre 1997  | Turchia              |
| 5  | Aybüke Güldenoğlu   | O     | 17 gennaio 2002  | Turchia              |
| 7  | Arzum Tezcan        | P     | 4 gennaio 2000   | Turchia              |
| 8  | Eylül Akarçeşme     | L     | 1º ottobre 1999  | Turchia              |
| 10 | Hümay Topaloğlu     | S     | 3 agosto 1996    | Turchia              |
| 12 | Nikola Radosová     | S     | 3 maggio 1992    | Slovacchia           |
| 15 | Deniz Uyanık        | C     | 25 giugno 2001   | Turchia              |
| 16 | İkbal Albayrak      | C     | 15 ottobre 1991  | Turchia              |
| 17 | Sıla Çalışkan       | P     | 16 dicembre 1996 | Turchia              |
| 18 | İlayda Uçak         | C     | 28 novembre 2002 | Turchia              |
| 19 | Aleksandra Milanova | S     | 4 luglio 2001    | Bulgaria             |
| 25 | Brooke Nuneviller   | S     | 25 gennaio 2000  | Stati Uniti          |

## Statistiche

### Statistiche di squadra
| Competizione     | Punti | In casa | In casa | In casa | In trasferta | In trasferta | In trasferta | Totale | Totale | Totale |
| Competizione     | Punti | G       | V       | P       | G            | V            | P            | G      | V      | P      |
| ---------------- | ----- | ------- | ------- | ------- | ------------ | ------------ | ------------ | ------ | ------ | ------ |
| Sultanlar Ligi   | 43    | 15      | 9       | 6       | 15           | 10           | 5            | 30     | 19     | 11     |
| Coppa di Turchia | 5     | -       | -       | -       | -            | -            | -            | 3      | 2      | 1      |
| Totale           | -     | 15      | 9       | 6       | 15           | 10           | 5            | 33     | 21     | 12     |

G = partite giocate; V = partite vinte; P = partite perse

### Statistiche dei giocatori
| Giocatore     | Campionato | Campionato | Campionato | Campionato | Campionato | Coppa di Turchia | Coppa di Turchia | Coppa di Turchia | Coppa di Turchia | Coppa di Turchia | Totale | Totale | Totale | Totale | Totale |
| Giocatore     | P          | PT         | AV         | MV         | BV         | P                | PT               | AV               | MV               | BV               | P      | PT     | AV     | MV     | BV     |
| ------------- | ---------- | ---------- | ---------- | ---------- | ---------- | ---------------- | ---------------- | ---------------- | ---------------- | ---------------- | ------ | ------ | ------ | ------ | ------ |
| E. Akarçeşme  | 30         | 0          | 0          | 0          | 0          | 3                | 0                | 0                | 0                | 0                | 33     | 0      | 0      | 0      | 0      |
| E. Aksoy      | 26         | 169        | 89         | 62         | 18         | 3                | 7                | 3                | 3                | 1                | 29     | 176    | 92     | 65     | 19     |
| İ. Albayrak   | 0          | 0          | 0          | 0          | 0          | 0                | 0                | 0                | 0                | 0                | 0      | 0      | 0      | 0      | 0      |
| S. Atkinson   | 30         | 479        | 393        | 64         | 22         | 3                | 40               | 32               | 4                | 4                | 33     | 519    | 425    | 68     | 26     |
| C. Bir        | 17         | 0          | 0          | 0          | 0          | 2                | 0                | 0                | 0                | 0                | 19     | 0      | 0      | 0      | 0      |
| S. Çalışkan   | 30         | 94         | 30         | 33         | 31         | 3                | 16               | 8                | 6                | 2                | 33     | 110    | 38     | 39     | 33     |
| A. Güldenoğlu | 6          | 16         | 16         | 0          | 0          | 1                | 0                | 0                | 0                | 0                | 7      | 16     | 16     | 0      | 0      |
| A. Milanova   | 30         | 249        | 219        | 15         | 15         | 3                | 28               | 27               | 0                | 1                | 33     | 277    | 246    | 15     | 16     |
| B. Nuneviller | 16         | 138        | 128        | 3          | 7          | -                | -                | -                | -                | -                | 16     | 138    | 128    | 3      | 7      |
| N. Radosová   | 29         | 245        | 202        | 26         | 17         | 3                | 41               | 28               | 9                | 4                | 32     | 286    | 230    | 35     | 21     |
| A. Tezcan     | 29         | 10         | 1          | 2          | 7          | 2                | 1                | 0                | 0                | 1                | 31     | 11     | 1      | 2      | 8      |
| H. Topaloğlu  | 24         | 136        | 113        | 13         | 10         | 3                | 26               | 22               | 3                | 1                | 27     | 162    | 135    | 16     | 11     |
| İ. Uçak       | 15         | 95         | 56         | 32         | 7          | 2                | 21               | 15               | 5                | 1                | 17     | 116    | 71     | 37     | 8      |
| D. Uyanık     | 29         | 267        | 175        | 80         | 12         | 3                | 30               | 19               | 11               | 0                | 32     | 297    | 194    | 91     | 12     |

P = presenze; PT = punti totali; AV = attacchi vincenti; MV = muri vincenti; BV = battute vincenti